# Gregorius Friedrich von Schmalensee
Gregorius Friedrich von Schmalensee (* 1720 in Schwedisch-Pommern; † 29. Juli 1783 in Swinemünde) war Landrat des Usedom-Wollinschen Kreises.

## Leben
Gregorius Friedrich war Angehöriger des pommerschen Adelsgeschlechts von Schmalensee. Er war der Sohn des Cordt Friedrich von Schmalensee (~1686–1755), königlich-schwedischer Rittmeister und Erbherr auf Dönnie und Boltenhagen, und der Magdalena Dorothea von Ferber. 1735 war er an der Universität Greifswald und 1741 an der Universität Halle immatrikuliert, wo er drei Jahre Rechtswissenschaften studierte. Danach trat er in die kursächsische Armee ein, wo er bis zum Rittmeister aufstieg.
Mitte 1752 bzw. im Herbst 1753 wurde er als Nachfolger seines Schwiegervaters Erdmann Friedrich von Schwerin Landrat für Usedom und Wollin. In der Konduitenliste von 1770 wurde er als seiner Funktion gewachsen und seine Amtsführung für tadelsfrei erklärt. Bei seinem Tod 1783 infolge eines Schlaganfalls war er Landrat und Kreisdirektor. Sein Nachfolger wurde Philipp Sigismund von Lepel.

## Familie
Gregorius Friedrich von Schmalensee war mit Sophie Elisabeth Dorothea von Schwerin verheiratet. Mit ihrem Vater starb 1753 die männliche Linie des Geschlechts von Schwerin in Stolpe auf Usedom aus. Im folgenden Jahr erwarb er das Gut Stolpe von seiner Schwiegermutter und ihren drei Töchtern. In den Jahren 1772 und 1774 musste er um Stundung seiner Schulden bitten, die rund 30.000 Taler betrugen.
Er hatte zwei Söhne, Cord Friedrich (* 25. Oktober 1754 in Stolpe; † 25. Februar 1763 in Stolpe), Gregorius Gustav (* 27. Oktober 1755 in Stolpe; † 25. Februar 1776 in Anklam) und zwei Töchter. Die ältere Anna Sophia Bernhardina ging eine Mesalliance ein. Die jüngere Tochter Philippina Helena Dorothea erhielt 1785 das Gut. Sie heiratete den aus Mecklenburg stammenden Johann Friedrich Krauthoff. Ihre Bitte um dessen Nobilitierung wurde 1785 abgelehnt.